# Pediana temmei
Pediana temmei là một loài nhện trong họ Sparassidae.
Loài này thuộc chi Pediana. Pediana temmei được Arthur Stanley Hirst miêu tả năm 1996.